# Rudolf Müller (Maler, 1903)
Rudolf Müller (* 12. August 1903 in Stuttgart; † 24. Juli 1969 ebenda) war ein deutscher Maler, Grafiker, Kunstpädagoge sowie Künstlerischer Lehrer für Aktzeichnen an der Staatlichen Akademie der Bildenden Künste Stuttgart, der zur verschollenen Generation gezählt wird.

## Leben und Werk
Rudolf Müller wurde als Sohn des Stuttgarter Architekten Wilhelm Müller und seiner Ehefrau Charlotte Müller geboren.

### Zwischen dem Ersten und Zweiten Weltkrieg
Müller studierte nach der Schulzeit und einer Lehre zum Dekorationsmaler von 1919 bis 1921 an der Kunstgewerbeschule Stuttgart und von 1921 bis 1928 an der Kunstakademie Stuttgart bei Arnold Waldschmidt, Christian Landenberger und Robert Breyer. Während des Studiums unternahm er Reisen nach Wien und Holland. Er hielt sich auch über längere Zeit studienbedingt in der Schweiz, in England und in Schottland auf. Die Reisen dienten nicht nur der Bildung und Erbauung, sondern auch der Verrichtung von Anstricharbeiten in der Schweiz in Hotels, um sein Studium zu finanzieren.
1926 wurde sein Sohn Rudolf geboren.
Von 1928 bis 1931 hatte er mit seinem späteren Schwager Immanuel Knayer gemeinsam ein Meisterschüleratelier in Stuttgart inne. Im Anschluss danach bezogen sie zusammen ein Atelier am Stuttgarter Kernerplatz. Immanuel Knayer heiratete 1933 Rudolf Müllers Schwester Helene.
In diesen Jahren beteiligte sich Rudolf Müller an Ausstellungen der Stuttgarter Neuen Sezession, in der sich Vertreter der expressiv-realistischen Malerei zusammenfanden. Sie lehnten sich gegen die Vormachtstellung der etablierten und arrivierten Lehrer der Staatlichen Kunstgewerbeschule und der Staatlichen Akademie für Bildende Künstler in Stuttgart auf und vollzogen die Abkehr vom traditionellen akademischen Programm der älteren Generation. Die Stuttgarter Neue Sezession wurde 1933 von der Reichskammer für Bildende Künste zwangsweise aufgelöst.
1937 wurden im Stuttgarter Kunstgebäude Werke von Rudolf Müller als entartet entfernt. Von 1937 bis 1945 unterlag er einem Ausstellungsverbot. Wieder musste er Anstricharbeiten zur Finanzierung des Lebensunterhalts übernehmen. Im selben Jahr heiratete er trotz seiner prekären finanziellen Verhältnisse seine langjährige Lebensgefährtin Carola Pfeifer, genannt Lola.

### Im Zweiten Weltkrieg
Von 1940 bis 1945 leistete Rudolf Müller Kriegsdienst in Russland. Er wurde verwundet, erkrankte an Malaria und geriet in Gefangenschaft.
1944 wurde sein Atelier in Stuttgart zerstört. Sein Sohn Rudolf wurde kurz vor Kriegsende eingezogen und 1945 als vermisst gemeldet.

Werke, welche die Begegnungen/Eindrücke während des Kriegsdienstes in Russland darstellen
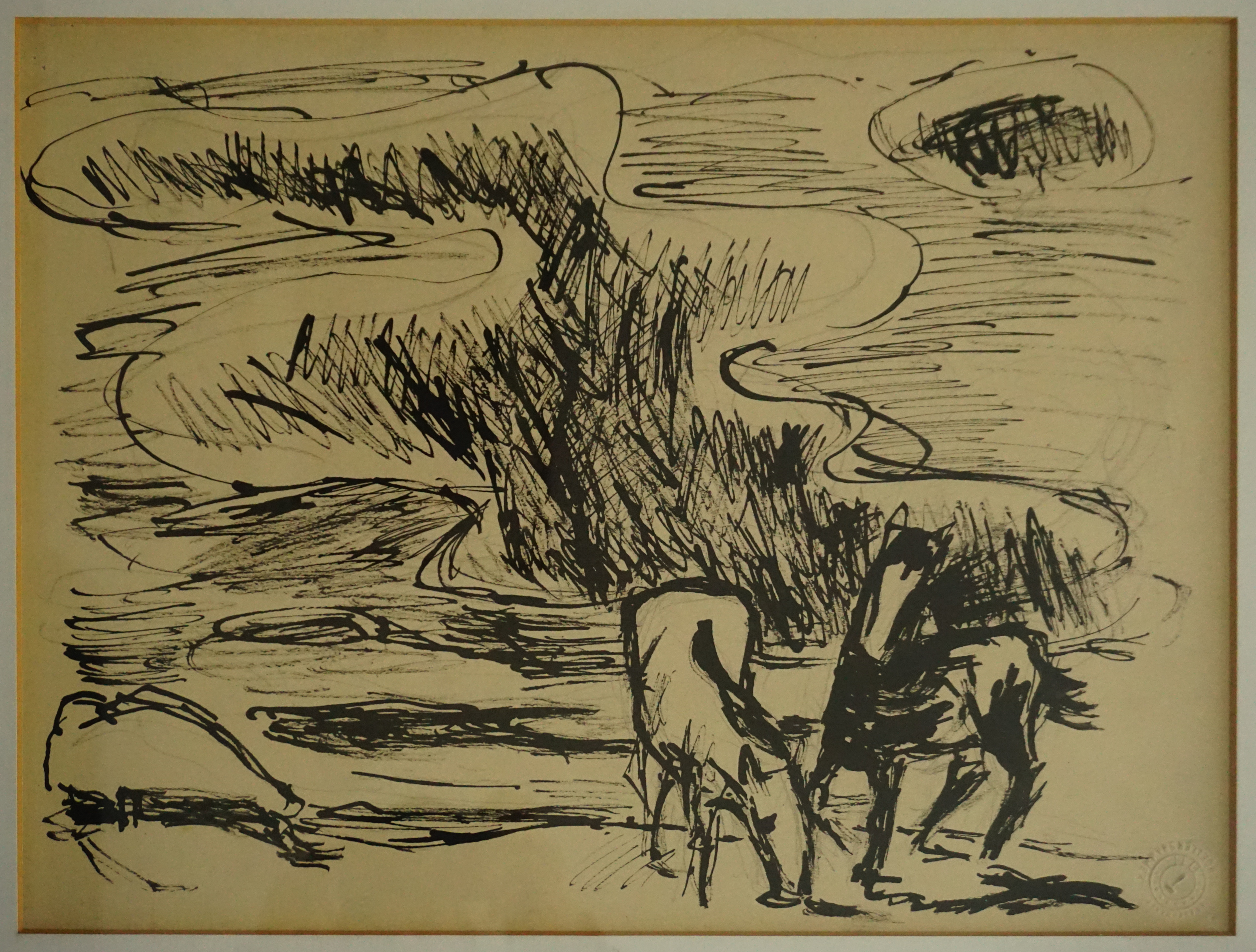
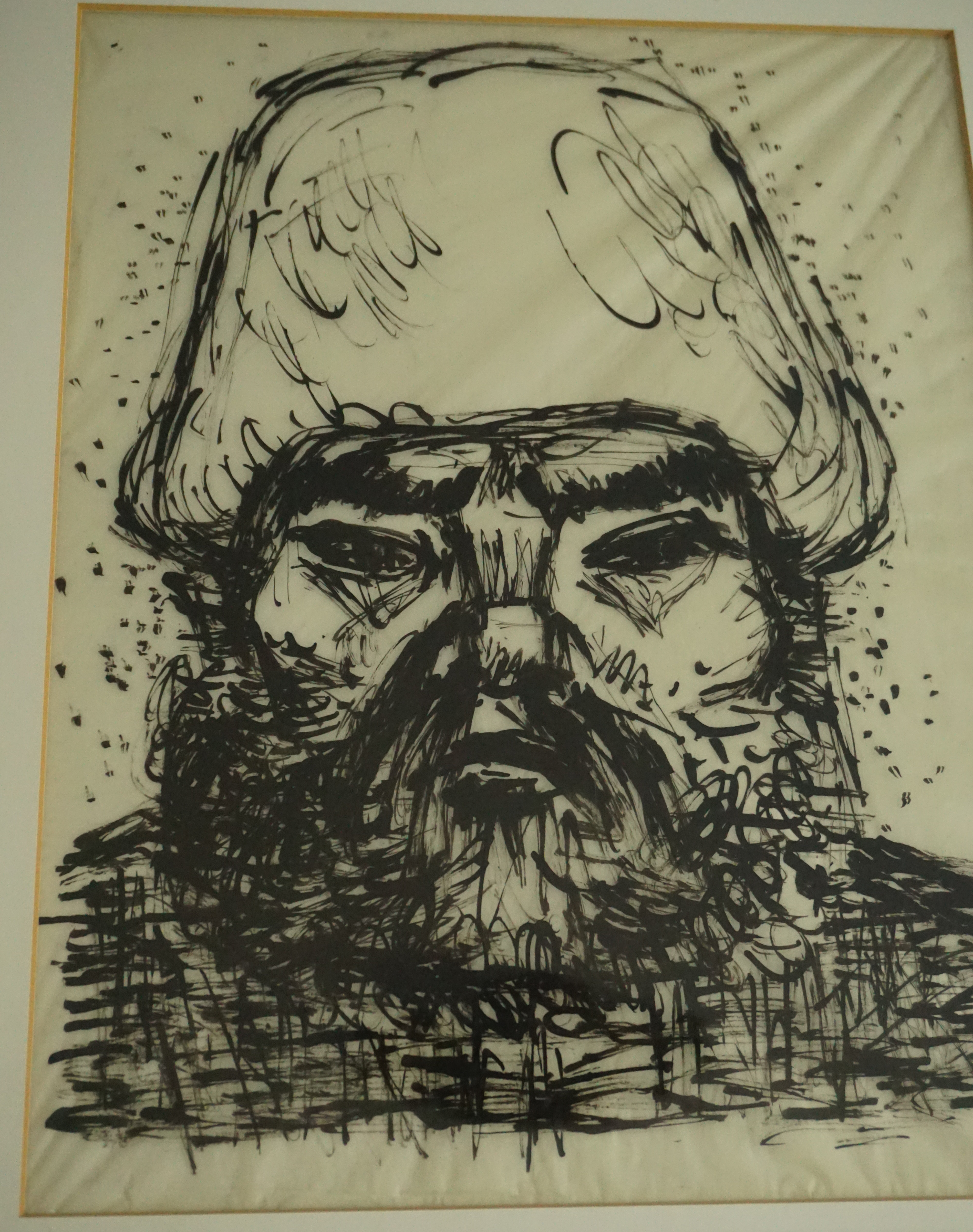
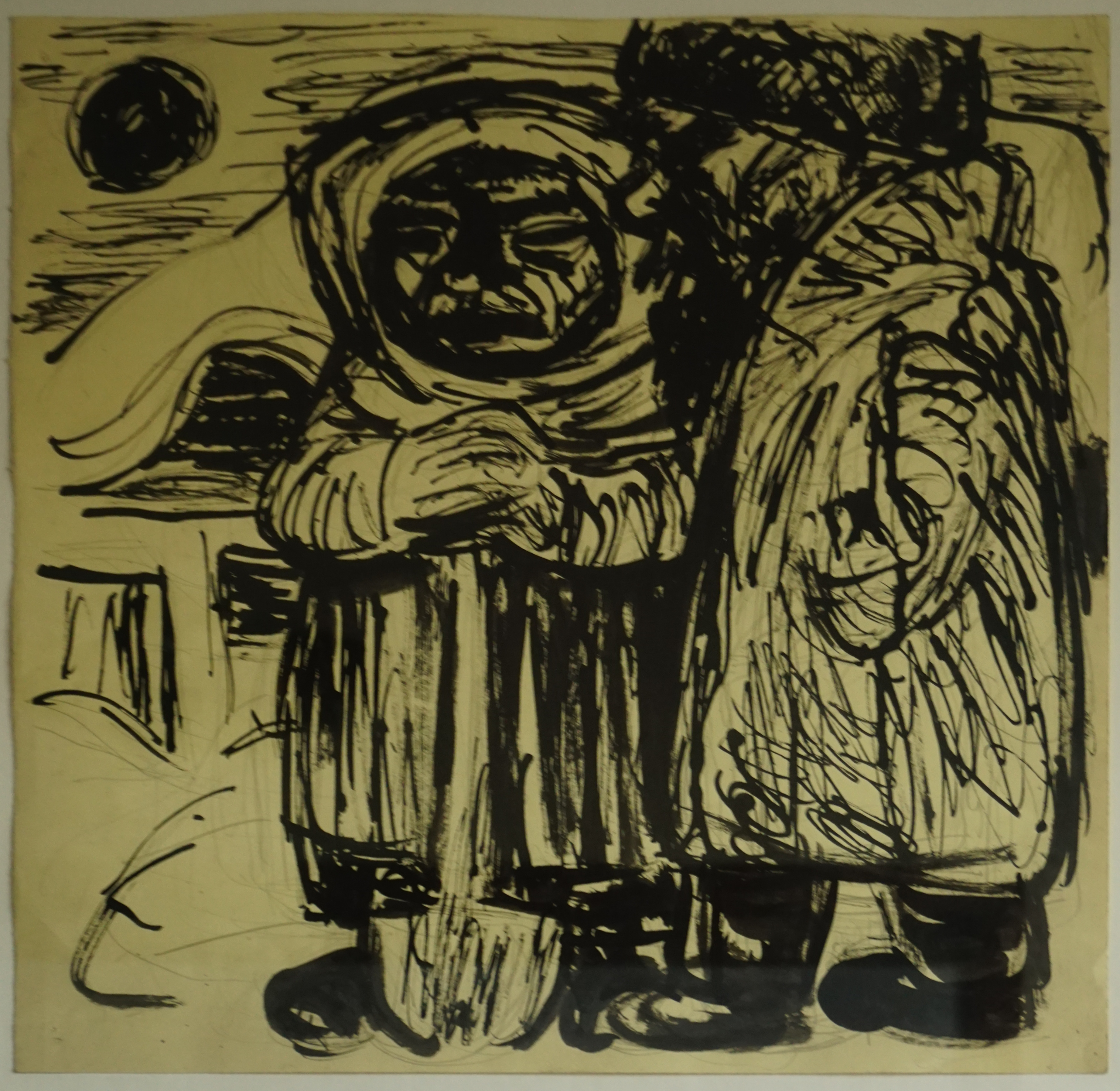

### Nach dem Zweiten Weltkrieg

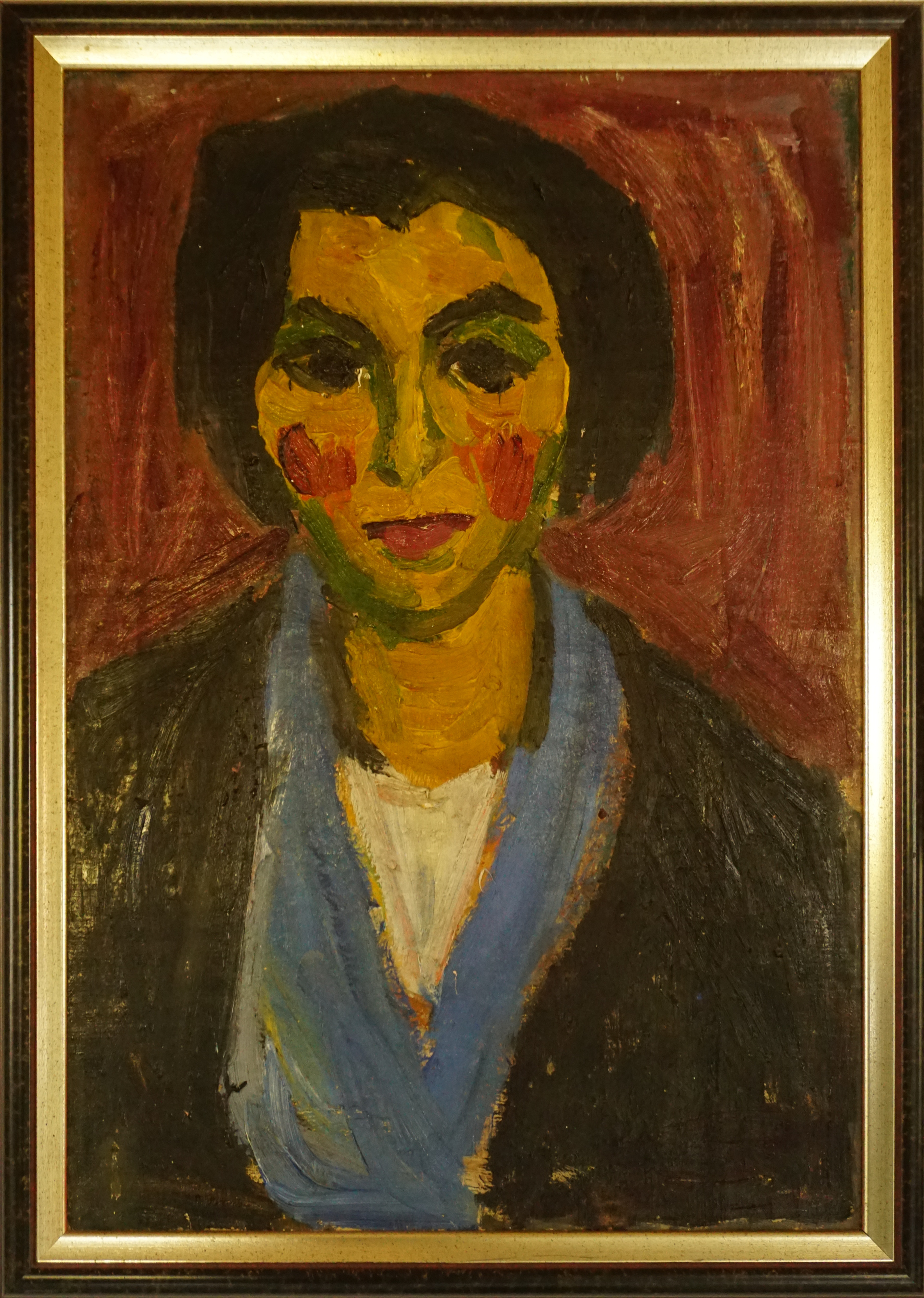
Porträt der Ehefrau Lola

1946/1947 gehörte er zu den Wiederbegründern der Freien Kunstschule Stuttgart. Gleichzeitig war er am Wiederaufbau des Städtischen Ateliergebäude in Stuttgart beteiligt. Er wirkte als freischaffender Künstler in Stuttgart in direkter Nachbarschaft zu den Malerkollegen Hans Fähnle und Eugen Stammbach. Müller beteiligte sich an Ausstellungen der Freien Gruppe, die an die Bestrebungen der 1928 gegründeten und 1933 verbotenen Stuttgarter Neuen Sezession anknüpfte. Von 1947 bis 1959 hatte er einen Lehrauftrag für Aktzeichnen an der Freien Kunstschule Stuttgart inne. Seit 1955 beteiligte er sich regelmäßig an Ausstellungen des Künstlerbundes Baden-Württemberg. 
Von 1959 bis 1961 war er Lehrbeauftragter für Aktzeichnen und von 1961 bis 1969 künstlerischer Lehrer für Aktzeichnen an der Kunstakademie Stuttgart. Ab 1965 arbeitete er künstlerisch intensiv mit der Stuttgarter Teppichweberin Elsa Edelmann zusammen.
Rudolf Müller verstarb fünf Jahre nach dem Tod seiner Frau Lola. 

### Werk
Das künstlerische Schaffen von Rudolf Müller wurde während seines Studiums von seinen Lehrern Christian Landenberger und Robert Breyer, Vertretern des Impressionismus und der Freilichtmalerei beeinflusst. Früh löste er sich jedoch vom Impressionismus hin zum expressiven Realismus, der noch der gegenständlichen Malerei verbunden war. Rudolf Müller war beeinflusst von den Künstlern des Blauen Reiters und der Künstlergruppe Brücke. Seit den 1960er Jahren wandte er sich vermehrt wie sein Freund der Stuttgarter Maler Otto Speidel der abstrakten Malerei zu.
Viele seiner Werke nach 1945 sind beeinflusst von seinen Erlebnissen und dem Leid der Menschen im 2. Weltkrieg, der Ratlosigkeit und Verzweiflung über das Geschehene. In mehreren Werken setzte er sich mit dem frühen Tod seines Sohnes Rudolf auseinander. Die Malerei diente der Bewältigung der Trauer und der Hoffnungslosigkeit. Seine Werke sind geprägt von einem kühnen, ausholenden Pinselstrich und einer kompromisslosen Schnörkellosigkeit, die sich auf das Wesentliche konzentriert. Er huldigte keinem Publikumsgeschmack, weshalb sein Schaffen zu Lebzeiten nur wenig Verbreitung und Anerkennung fand.

## Einzelausstellungen (Auszug)
- 1971: Retrospektive (Malerei), in der Reihe „Kunst aus Württemberg“, Württembergischer Kunstverein, Stuttgart, Kunstgebäude am Schlossplatz, Juni 1971[3]
- 1971: Retrospektive (gesamtes druckgraphisches Werk), Clubräume des Stuttgarter Künstlerbundes im Obergeschoss des Kunstgebäudes am Schlossplatz, Stuttgart, November 1971[4]
- 1972: Gedächtnisausstellung, Spendhaus, Reutlingen, Januar/Februar 1972[5]
- 1986: Galerie Schlichtenmaier, Grafenau

## Ausstellungsbeteiligungen (Auszug)
- 1929: Stuttgarter Sezession (u. a. Skizze zu einer Tänzerin).
- 1931: Ausstellungen der Stuttgarter Neuen Sezession in Stuttgart, Heilbronn und Ulm.
- 1932: Dritte Ausstellung der Stuttgarter Neuen Sezession.
- 1935: Württembergischer Kunstverein Stuttgart.
- 1946, 1952 und 1963 Teilnahme an Ausstellungen der Freien Gruppe in Stuttgart.
- 1947 Teilnahme an der Ausstellung „Freie Grafik“ im Haus Borst in Stuttgart.
- 1948 Teilnahme an der Ausstellung „Stuttgarter Künstler“ in Beverly Hills
- 1952, 1953: Ausstellung „Bildende Hände“ in Stuttgart.
- 1962: Zweite Ausstellung der Freien Gruppe Stuttgart.